# 多耙牙鮃
多耙牙鮃為輻鰭魚綱鰈形目鰈亞目牙鮃科的其中一種，為亞熱帶海水魚，分布於東太平洋厄瓜多至智利海域，體長可達70公分，棲息在沙泥底質大陸棚，其生活習性不明，可作為食用魚。

## 扩展阅读
維基物種上的相關：多耙牙鮃